# Vodice nad Kamnikom
Vodice nad Kamnikom – wieś w Słowenii, w gminie Kamnik. W 2018 roku liczyła 27 mieszkańców.